# 신영복
신영복(申榮福, 1941년 8월 23일 ~ 2016년 1월 15일)은 대한민국의 사상가. 작가, 대학교수 등으로 활동했다.

## 생애

### 대학교 경제학과 강사로서 활동
1941년 경상남도 의령에서 태어나 경상남도 밀양에서 성장하였고 해방과 한국전쟁을 겪으며 어린시절을 보냈다. 부산상고를 졸업하고 1959년 서울대학교에 입학하여 4.19항쟁과 5.16군사 쿠데타를 겪으며 학생운동에 참여하였다. 1963년 서울대학교 경제학과에서 학사 학위를 취득하였고, 숙명여자대학교 강사를 거쳐 육사에서 경제학 교관으로 재직하던중 1968년 통일혁명당 사건으로 구속(어떤 간첩이 통일혁명당사건 링크를 무죄처럼 주장하는 블로그글로 수정해놓아 원상복구함, 통일혁명당사건은 박정희 시절의 간첩조작사건이라는 의견이 있고 실제 피고들이 무죄를 선고받았음.), 무기징역형을 선고 받았다. 1964년 3월 15일에 남한에서 비밀리에 '통일혁명당 창당준비위원회'가 조직되었다. 당시 주요 참가자들은 김종태, 김질락, 이문규, 신영복 등이었다. 이들은 지하신문 <혁명전선>과 합법 대중잡지 <청맥>(주간 : 김질락) 등을 발간했으며, 대학가에서 학사주점을 운영하기도 했다. 통일혁명당은 지도이념을 명확히 내걸었으며 노동계급의 전위당임을 자처했다. 통혁당의 지도이념은 주체사상이며 최고의 목적을 사회주의 공산주의 건설에 두고 있다. 당강령은 "당면의 최고 목표는 민중민주주의혁명을 수행, 부패한 반봉건적 사회제도를 일소하고 민주주의제도 수립, 민족 재통일 성취"로 규정되었다.

### 통일혁명당 사건으로 20년간 복역
1968년 8월 20일, 군·경·정 합동작전을 통해 대한민국 측은 북한군 12명 사살, 2명 생포와 함께 공작선을 나포하는 전과를 올렸다. ‘독 안의 쥐 작전(훗날 Z 작전으로 불림)’으로 불렸던 이 작전에는 중앙정보부를 비롯해, 육·해·공·해병대 작전참모부와 합동참모본부, 치안국이 동시에 참여했다. 이로부터 4일이 지난 1968년 8월 24일, 김형욱 중앙정보부장은 "김종태가 전후 4차례에 걸쳐 북한의 김일성과 면담하고 '통일혁명당'을 결성하여 혁신정당으로 위장한 뒤 합법화하여 반정부 및 반미데모를 전개하는 등 대정부공격과 반정부적 소요를 유발시키려는 데 주력했다"라고 발표했다. 이때 중정은 김종태 등 3명을 포함해 관련자 158명을 검거하여 73명을 검찰에 송치했고, 23명을 불구속 입건했다. 통일혁명당 사건으로 북한에 가서 로동당에 입당한 김종태, 김질락, 이문규는 사형이 집행되었고, 신영복, 이재학, 오병철, 신광현, 정종소는 무기징역을 선고받았다. 박성준은 15년형, 김종태의 아내 임영숙은 12년형을 선고받았으며, 기타 인물들은 5년 이하의 형을 선고받았다. 당시 무기징역을 선고받은 신영복은 전향서에 서명하고 20년 20일을 복역한 후 1988년에 가석방되었다. 그는 이후 김대중 정부가 출범하고 바로 사면 복권 된다.

### 출소 후
감옥을 인간학, 사회학 교실로 여기며 사람에 대한 애정을 토대로한 '관계론'을 일구었다. 수감 중 지인들에게 보낸 서신이 평화신문에 연재되었고, 출소 후 《감옥으로부터의 사색》을 출간했다. 경제학원론, 한국사상사, 정치경제학, 중국고전강독, 교육사회학 등을 강의하였다. 어릴적 할아버지 슬하에서 붓글씨를 시작했고,  대전교도소 수감 당시 교정당국에서 초빙했던 만당 성주표(晩堂 成周杓)선생, 정향 조병호(靜香 趙炳鎬)선생으로부터 붓글씨를 사사 받았다. 한학자인 노촌 이구영(老村 李九榮)선생과 같은 방에서 지내며 동양고전을 익혔다. 민중의 정서를 담은 글씨체를 모색하던 중 어머님의 모필에서 영향을 받아 연대체, 민체, 어깨동무체라고 불리는 '신영복체'가 탄생했다.  독창적이고 민중적인 서화, 강연, 저서등을 통해 대중과 소통하려 노력하였다. 피부암으로 투병하다 2016년 1월 15일 서울특별시 양천구 목동의 자택에서 향년 76세의 나이로 별세하였다.

## 저서
- 《감옥으로부터의 사색》, (1988)
- 《엽서》 (1993)
- 《나무야 나무야》, (돌베개, 1996)
- 《더불어 숲 1권》 (1998)
- 《더불어 숲 2권》 (1998)
- 《더불어숲》, (2003)
- 《신영복의 엽서》 (2003)
- 《강의(나의 동양고전 독법)》, (돌베개,2004)
- 《처음처럼》 (랜덤하우스코리아, 2007)
- 《청구회 추억》 (돌베개, 2008)
- 《For the First Time: 처음처럼(영문판)》 (2008)
- 《느티아래강의실》 (한울, 2009)
- 《신영복-여럿이 함께 숲으로 가는 길》 (서울대학교출판문화원, 2010)
- 《변방을 찾아서》 (2012)
- 《담론-신영복의 마지막 강의》 (돌베개, 2015)
- 《냇물아 흘러흘러 어디로 가니, 신영복 유고》 (돌베개, 2017)
- 《손잡고 더불어, 신영복 유고》 (돌베개, 2017)

## 학력
- 1956년 ~ 1959년:부산상업고등학교
- 1959년 ~ 1963년:서울대학교 경제학 학사
- 1963년 ~ 1965년:서울대학교 대학원 경제학 석사

## 경력
- 1965년 9월: 숙명여자대학교 정경대학 경제학과 강사
- 1966년 6월: 육군사관학교 경제학 교관
- 1989년 3월: 성공회신학대학 경제학과 강사
- 1998년 5월 ~ 2006년 6월: 성공회대학교 사회과학부 교수
- 1999년 12월: 성공회대학교 교육대학원 원장
- 2002년 2월: 동아시아문화공동체포럼 대표
- 2003년 3월: 성공회대학교 민주사회교육원 원장
- 2004년 3월: 성공회대학교 대학원 원장
- 2006년 ~ 2014년: 성공회대학교 석좌교수

## 상훈
- 제3회 임창순상（2008년）
- 제19회 만해문예대상（2015년）

## 관련 인물
- 문재인
- 이찬수
- 이상학 (목사)
- 문형배